# (13930) Tashko
(13930) Tashko est un astéroïde de la ceinture principale.

## Description
(13930) Tashko est un astéroïde de la ceinture principale. Il fut découvert le 12 septembre 1988 à Smolyan par Violeta G. Ivanova. Il présente une orbite caractérisée par un demi-grand axe de 2,23 UA, une excentricité de 0,18 et une inclinaison de 4,9° par rapport à l'écliptique.

## Compléments